# Naruto X Boruto: Ultimate Ninja Storm Connections
Naruto x Boruto: Ultimate Ninja Storm Connections, in Giappone Naruto X Boruto Narutimate Storm Connections (N A R U T O X B O R U T O ナルティメットストームコネクションズ?, Naruto X Boruto Narutimetto Sutōmu Konekushonzu), è il settimo videogioco della serie Ultimate Ninja Storm basato sulle serie anime e manga Naruto e Boruto. È stato sviluppato da CyberConnect2 ed è stato pubblicato da Bandai Namco il 16 novembre 2023 in Giappone e il 17 novembre seguente nel resto del mondo per PlayStation 4, PlayStation 5, Xbox One, Xbox Series X e Series S, Nintendo Switch e Microsoft Windows. 
È il primo gioco della serie ad avere il supporto a 60 FPS. È il seguito di Naruto Shippuden: Ultimate Ninja Storm 4 uscito nel 2016.
Il videogioco presenta due modalità storia: La prima, che porta il nome di "Storia", racconta tutte le parti salienti dall'omonima serie manga/anime dal punto di vista di Naruto e del suo amico/rivale Sasuke, mentre la seconda è del tutto inedita, scritta e inventata direttamente dal team di sviluppo, che si intitolata "Storia Speciale", ed è ambientata nell'era di Boruto.
Il titolo presenta il più grande roster per un videgioco su Naruto, con l'aggiunta da quelli da Boruto.

## Sviluppo
Il gioco è stato presentato in onore del 20º anniversario dell'anime di Naruto il 23 febbraio 2023 durante uno State of Play. Il 21 agosto 2023 viene annunciata la data di uscita occidentale prevista per il 17 novembre dello stesso anno.